# Carex tenuiseta
Carex tenuiseta är en halvgräsart som beskrevs av Adrien René Franchet. Carex tenuiseta ingår i släktet starrar, och familjen halvgräs. Inga underarter finns listade i Catalogue of Life.